# May Harrison

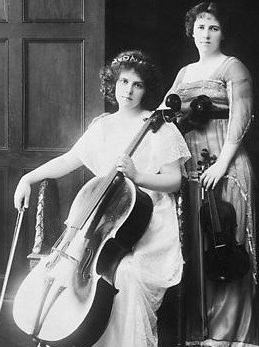
May Harrison (rechts) en Beatrice Harrison omstreeks 1926

May Harrison (Roorkee, India, 23 augustus 1890 – South Nutfield, 8 juni 1959) was een Brits violiste. May Harrison kwam uit een muzikale familie want ook haar zusters Beatrice Harrison (cello), Monica Harrison (operazangeres, mezzosopraan) en Margaret Harrison (viool en piano) zaten in de muziek.
Haar vader was naar India gezonden als Luitenant-kolonel. May kreeg in haar elfde levensjaar al muzikale opleiding aan het Royal College of Music en in Sint Petersburg bij Leopold Auger . Ze werd een soort protegé van Henry Wood met wie ze in 1903 haar debuut speelde. May Harrison speelde over de gehele wereld en werd geroemd vanwege haar vertolkingen van de muziek van Johann Sebastian Bach. Daarnaast gaf ze eerste uitvoeringen van werken van Frank Bridge, Arnold Bax en Frederick Delius. Ook haar uitvoeringen van het Dubbelconcert samen met Beatrice vielen haar op. Het toch zwaar op de techniek leunende vioolconcert van Edward Elgar had ze binnen twee weken ingestudeerd. Ze trad zeven keer op tijdens de Proms, ze kon daarin haar zus niet evenaren met negentien optredens. Tijdens haar leven doceerde ze ook aan het Royal College of Music (1935-1947). Het verhaal gaat dat ze verliefd was op Arnold Bax en hem om een vioolconcert heeft gevraagd; het zou er  niet van komen; Bax had het toentertijd te druk met zijn celloconcert.
Eerste uitvoeringen waren er van:
- Frank Bridge : Gondoliera in e mineur en Morceau caractéristique
- Frederick Delius: Concert voor viool, cello en orkest; Vioolsonate nr. 3

- CiNii: DA11999394
- Gemeinsame Normdatei: 101902075X
- International Standard Name Identifier: 0000 0000 8065 6173
- Library of Congress Control Number: no96017234
- MusicBrainz: 71a1bf3d-500d-4614-9776-02c04c2751fe
- Nederlandse Thesaurus van Auteursnamen: 298439166
- Virtual International Authority File: 116516552
- WorldCat: E39PBJyMgv3F7c7CPgFTbWG4MP